# Капска изящна жаба
Капска изящна жаба (Cacosternum capense) е вид жаба от семейство Pyxicephalidae. Видът е почти застрашен от изчезване.

## Разпространение
Разпространен е в Южна Африка (Западен Кейп).

## Описание
Популацията на вида е намаляваща.